# پسته
پسته درخت کوچکی است که سرچشمهٔ آن خاورمیانه و آسیای میانه است و در کشورهایی مانند ایران، سوریه، ترکمنستان و غرب افغانستان رشد می‌کند. این درخت دانه‌هایی تولید می‌کند که به عنوان غذا مصرف می‌شود. پسته واژه‌ای فارسی است که از طریق زبان لاتین وارد زبان‌های اروپایی شده است.
۱۱ رقم متعلق به جنس Pistacia وجود دارد که از درختان کوچک تا درختچه‌های کم ارتفاع را شامل می‌شود. گونه پسته‌ای که برای مغزهای خوراکی آن کاشته می‌شود Pistacia vera است و بومی مناطق مرتفع کویری ایران، افغانستان و آسیای مرکزی است. زیستگاه گونه‌های دیگر به ژاپن، مالزی، مکزیک و جنوب ایالات متحده گسترش می‌یابد. همه گونه‌ها با زمستان‌های سرد و فصل‌های رشد طولانی گرم و خشک سازگار هستند. علاوه بر گونه‌هایی که برای آجیل کشت می‌شود، گونه‌های دیگری نیز به دلیل شاخ و برگ‌های رنگارنگ پاییزی در باغ‌ها کشت می‌شوند و برخی از گونه‌ها به عنوان پایه در تکثیر پسته استفاده می‌شوند.
بنابر آمار فائو، تولید پسته در ایران در سال ۲۰۲۰ میلادی، ۱۹۰ هزارتن بوده که این کشور را در مقام سوم جهان، جای داده است. پیش از ایران، ایالات متحده با تولید ۴۷۴ هزارتن در جایگاه نخست و ترکیه با تولید ۲۹۶٬۳۷۶ تن در جایگاه دوم قرار داشته‌اند.
ارزش صادرات جهانی پسته در سال ۲۰۱۷ برابر ۱٫۸۱ میلیارد دلار بوده که سهم آمریکا از آن ۸۴۲٫۷۵ میلیون دلار، سهم هنگ‌کنگ ۳۵۹٫۶۶ میلیون دلار و سهم ایران ۱۹۹٫۳۶ میلیون دلار (۱۱٪) بوده است.
آمریکا با تولید ۴٬۱۹۰ کیلوگرم به‌ازای هر هکتار بالاترین میانگین عملکرد پسته را در جهان به خود اختصاص داده است و پس از آن کشورهای ترکیه و چین با تولید به‌ترتیب ۳٬۴۲۴ و ۳٬۲۸۳ کیلوگرم در هر هکتار مقام‌های دوم و سوم را در عملکرد متوسط هر هکتار کسب کرده‌اند. اما متوسط عملکرد پسته در ایران تنها ۶۶۸ کیلوگرم در هر هکتار می‌باشد. از عوامل این موضوع کم‌آبی، سموم بی‌کیفیت، قیمت بالای نهاده‌ها و به‌ویژه دانش پایین کشاورزان ایران نسبت به برنامه کوددهی گیاه برشمرده شده است.

## گیاه‌شناسی
پسته به همراه بادام هندی و انبه از خانواده Anacardiaceae است. گونه پسته‌ای که به صورت تجاری برای آجیل‌های خوشمزه آن کشت می‌شود، Pistacia vera است. گونه‌های دیگر پسته عبارتند از P. atlantica و P. terebinthus و این گونه‌ها برای اصلاح پایه نهالستان و برنامه‌های پرورش گرده‌افشان کشت شده‌اند.
Pistacia vera درختی است خزان‌کننده با برگ‌های گرد چرمی شکل. با اینکه درخت پسته می‌تواند بیش از ۱۰ متر ارتفاع داشته باشد، ارتفاع آنها در باغ به ندرت از پنج متر بیشتر می‌شود. درخت پسته برای زنده ماندن در دوره‌های طولانی خشکسالی با برگ‌های چرمی و سیستم ریشه‌ای گسترده سازگاری خوبی دارد. درختان پسته دوره جوانی طولانی دارند و قبل از شش سالگی تعداد کمی آجیل تولید می‌کنند. درخت پسته به‌طور کلی عمودی است هر چند این امر با توجه به رقم متفاوت است. پسته به صورت جانبی بر روی شاخه‌های یک ساله بار می‌دهد و وقتی درختان بالغ می‌شوند، الگوی باردهی متناوب ایجاد می‌کنند که در آن جوانه‌های میوه در شاخه‌های رشد کرده در فصل جاری کاهش می‌یابد. دلیل باردهی سنگین در یک سال و باردهی سبک درسال بعد به عوامل بسیاری برمی‌گردد. این عوامل شامل آب‌وهوا در زمان گل‌دهی و تأثیر آن بر تشکیل میوه، تجمع کربوهیدرات، قرار گرفتن در معرض نور، تکنیک‌های هرس مورد استفاده، تکنیک‌های نازک کردن و سایر شرایط محیطی است.

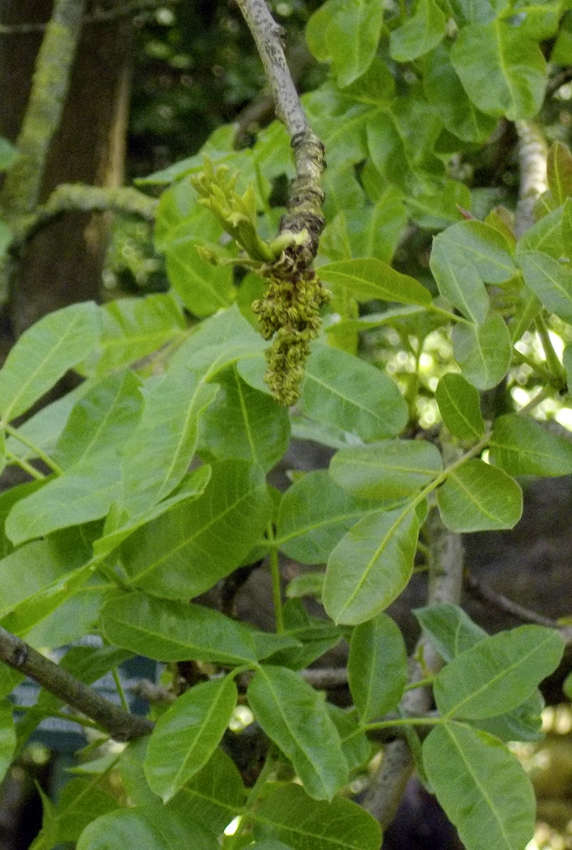
گل‌های نر پسته

درختان پسته دوپایه‌ای هستند و گل‌های نر و ماده آن روی درختان جداگانه قرار دارند. گل‌های نر و ماده هر دو کوچک و بدون گلبرگ هستند و در بهار قبل از برگ‌ها به صورت خوشه ظاهر می‌شوند. پسته توسط باد گرده‌افشانی می‌کند. پس از گرده‌افشانی، پوسته داخلی و بیرونی آجیل‌های بارور شده به اندازه کامل بزرگ می‌شود و سپس هسته رشد می‌کند تا پوسته را پر کرده و شکافته شود. در آغاز پاییز آجیل‌ها کاملاً بالغ می‌شوند و می‌توان آنها را از درخت چید.

## نیازهای رشد

### خاک

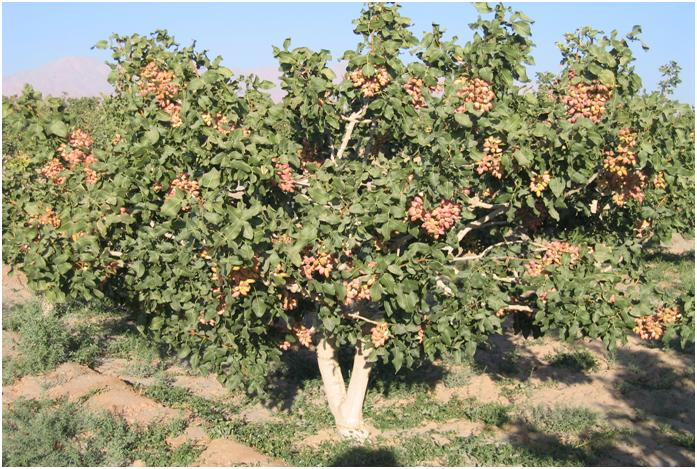
درخت پسته ایرانی

در حالی که درختان پسته در بیشتر خاک‌ها رشد می‌کنند، اندازه درخت و تولید پسته زمانی که در خاک‌های کم‌عمق یا ماسه سبک یا خاک رس سنگین کاشته شوند، محدود می‌شود. یک خاک رستی و شنی عمیق با pH خنثی و عمق ریشه‌دهی بیشتر از ۶۰ سانتی‌متر برای تولید آجیل تجاری ایدئال است. پسته نسبت به سایر انواع درختان آجیل نسبت به شرایط نسبتاً شور و قلیایی تحمل بیشتری دارد.

### آب و هوا

#### سرمای زمستان
سرمای زمستانی کافی ضروری است اما این امر با رقم متفاوت است. گفته می‌شود برای رقم کرمان (نام رقمی از پسته در آمریکا) قرار گرفتن ۱۰۰۰ ساعت زیر ۷ درجه سلسیوس برای جوانه‌زنی یکنواخت و میوه‌گیری خوب و ۶۰۰ ساعت زیر ۷ درجه سلسیوس لازم است. برای رقم سیرورا ساعات کمتر سرما معمولاً منجر به گل‌دهی نامنظم و تأخیر در برگ‌دهی می‌شود.

#### گرمای تابستان
پسته برای رسیدن به بلوغ میوه نیاز به تابستان گرم طولانی دارد. یک دوره بدون یخبندان بیش از ۲۰۰ روز برای اطمینان از رشد گل‌ها و رسیدن میوه ضروری است.

#### باد
با اینکه پسته باد را تحمل می‌کند، باد شدید در زمانی که درختان جوان هستند شکل‌دهی درختان را دشوار می‌کند و باد در هنگام گل‌دهی و کشت سنگین می‌تواند باعث کاهش عملکرد و شکستن شاخه‌ها شود. در اکثر مواقع، تکیه‌گاه برای درختان جوان ضروری است.

#### رطوبت هوا
بروز بیماری‌های قارچی و باکتریایی با افزایش رطوبت به‌ویژه در فصل رشد افزایش می‌یابد و عفونت‌ها احتمالاً در فصل زمستان بیشتر می‌شوند و در فصل پس از آن عود می‌کنند؛ بنابراین، مناطق ساحلی و مناطقی که در تابستان بیش از ۲۰ میلی‌متر در ماه بارندگی دارند، بعید است که برای تولید پسته مناسب باشند.

#### نیازهای آبی
با اینکه درختان پسته دوره‌های خشکسالی را تحمل می‌کنند، برای تولید آجیل تجاری، رطوبت کافی خاک در طول فصل رشد ضروری است. اطمینان از رطوبت کافی خاک همچنین رشد خوب درختان جوان، عملکرد خوب و کیفیت مغز و سلامت درخت را تضمین می‌کند. در حال حاضر مصرف آب آبیاری از ۹ میلیون لیتر در هکتار در برخی مناطق تا ۲ میلیون لیتر در هکتار در باغ‌های دیگر متغیر است.

## تکثیر و رشد

### گل‌دهی و گرده‌افشانی
خوشه‌های گل‌های نر و ماده از صدها گل مجزا تشکیل شده است که در مقیاس‌های کوچک محصور شده‌اند. گل‌های نر دارای سه تا پنج بساک بزرگ هستند و مقدار زیادی گرده آزاد می‌کنند. با این حال، زمان انتشار گرده متغیر است و برای اطمینان از گرده‌افشانی بیش از یک درخت نر در یک باغ گنجانده می‌شود. نسبت درختان نر به درختان ماده در باغات از ۱:۸ تا ۱:۲۴ بسته به تنوع، محل و اندازه باغ متغیر است. در حالی که باغ‌های بزرگ (بزرگتر از ۲۵ هکتار) از نسبت بالاتری استفاده می‌کنند، باغ‌های کوچک چند هکتاری باید از نسبت کم برای اطمینان از گرده‌افشانی استفاده کنند. برای گرده افشانی موفق، گل‌های ماده باید ظرف دو روز پس از باز شدن، گرده دریافت کنند. تفاوت‌های قابل توجهی در موفقیت گرده‌افشانی بین گونه‌های مختلف نر وجود دارد.
پسته دربسته به پسته‌هایی گفته می‌شود که دارای پوسته کاملاً بسته هستند. به نظر می‌رسد همان عواملی که رشد هسته را تقویت می‌کنند، باعث شکافتن پوسته نیز می‌شوند. این عوامل شامل مدیریت آبیاری و بار محصول می‌باشد. همچنین پیشنهاد شده است که ویژگی عدم شکاف ممکن است از طریق گرده منتقل شود. گزارش‌ها حاکی از آن است که با افزایش بار محصول، درصد خشکبار بدون شکاف افزایش می‌یابد و با افزایش بار محصول، درصد دانه‌های خالی کاهش می‌یابد. شرایط آب و هوایی می‌تواند بر گرده‌افشانی تأثیر بگذارد و یخبندان، هوای بارانی یا باد در هنگام گل‌دهی می‌تواند باعث تشکیل میوه ضعیف شود. میوه‌ها نیز تحت تأثیر دمای معتدل زمستانی قرار می‌گیرند که باعث ترکیدن جوانه‌های ناهموار در بهار می‌شود. پسته نسبت به اکثر آجیل‌های دیگر نیاز به سرمای بیشتری در زمستان دارد.

### تکثیر

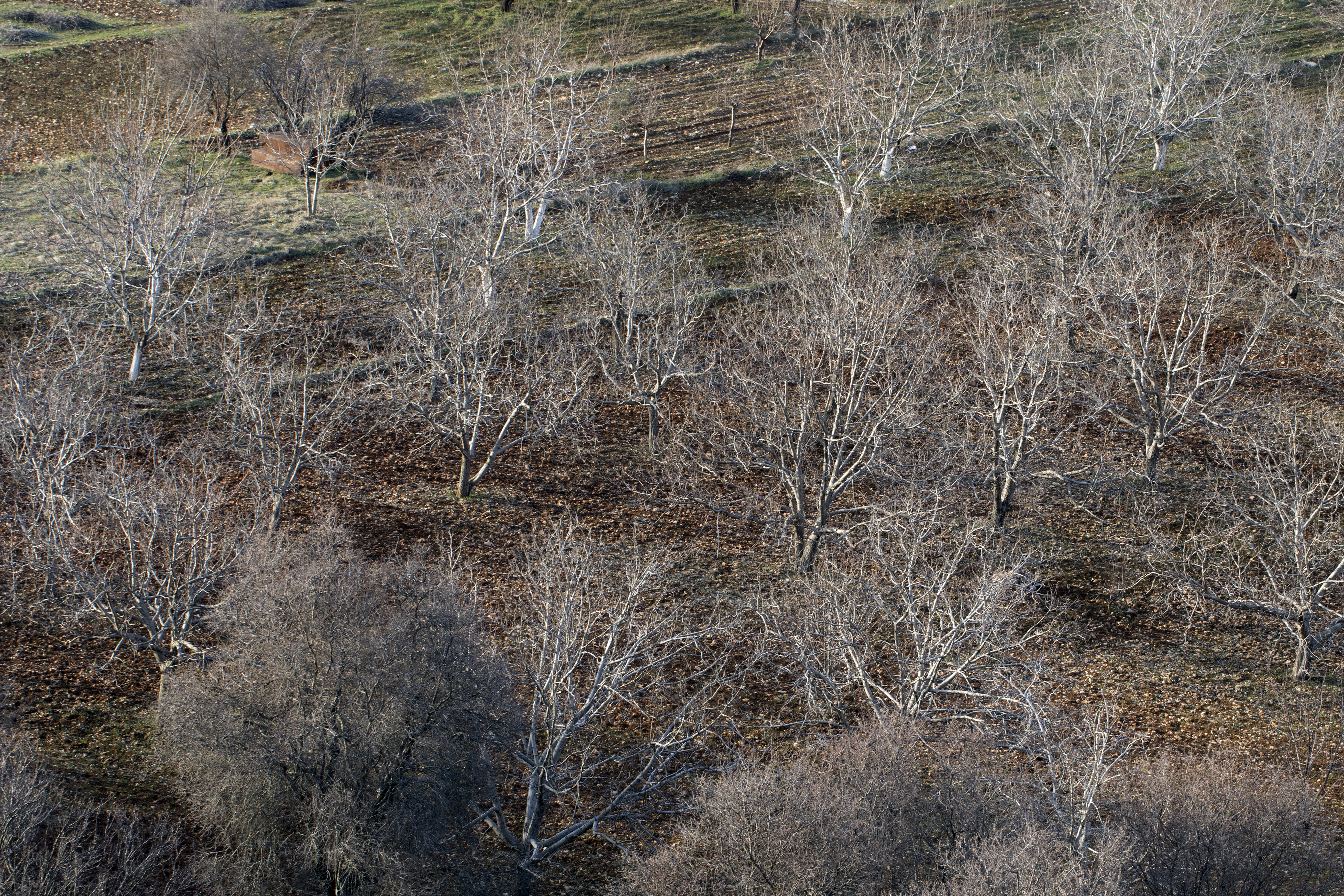
یک باغ پسته در ترکیه.

در باغ‌های بزرگ، تخم نهال‌های پایه را در محل کاشته و آن‌ها را سبز می‌کنند تا در هزینه‌ها صرفه‌جویی کنند؛ اما در باغ‌های کوچک‌تر، تولیدکنندگان معمولاً درختان گلدانی را به صورت جوانه‌زده از نهالستان می‌خرند. قبل از جوانه زدن، بذر پایه به‌طور مصنوعی در یک محیط مرطوب در دمای ۲ تا ۴ درجه سلسیوس به مدت حدود دو ماه در اوایل زمستان نگهداری می‌شود. در اواخر زمستان بذر جوانه زده را در آب خیس می‌کنند، سپس در پارچه مرطوب قرار می‌دهند تا در شرایط دمایی کنترل شده در حدود ۲۱ درجه سلسیوس جوانه بزند. به محض ظاهر شدن ریشه، نهال‌ها را با دقت زیادی در ظروف پیوند می‌زنند و در گلخانه قرار می‌دهند تا زمانی که برای کاشت در باغ آماده شوند یا در گلدان‌ها برای تکثیر رشد کنند. درختان پسته باید با حداقل اختلال ریشه پیوند زده شوند.
برای پیوند زمستانه، چوب خفته رقم ماده در اوایل زمستان از درخت مادر جمع‌آوری می‌شود و در دمای ۲ درجه سلسیوس در کیسه‌های مهر و موم شده نگهداری می‌شود. زمانی که تنه نهال پایه به ضخامت مدادی خوب (یا قطری مشابه چوب پیوندک) رسید، آماده پیوند است.
تکثیرکنندگان نهالستان معمولاً درختان را با استفاده از پیوند گوه‌ای پیوند می‌زنند. برای انجام این کار، یک تکه چوب پیوندک حاوی دو جوانه رویشی خوب به شکافی در تنه پایه فرومی‌رود تا اطمینان حاصل شود که تماس خوبی با کامبیوم (محل مبادله) وجود دارد. پیوند را محکم می‌بندند و درخت را در گلخانه قرار می‌دهند تا جوانه رشد کند. برای درختان مهار کمکی نصب شده و رشد پایه‌ها به‌طور مداوم حذف می‌شود. درختان تا زمانی که برای کاشت آماده شوند در یک خانه در سایه رشد می‌کنند. درختان نهالستان‌های تجاری در زمان کاشت معمولاً دو ساله هستند.
هنگام کاشت نهال‌های پایه، اختلال ریشه باید حداقل باشد. نهال‌هایی که به خوبی رشد کرده‌اند در اواخر زمستان یا اوایل بهار کاشته می‌شوند و درختان جوان برای اطمینان از داشتن یک تنه صاف به یک چوب بسته می‌شوند. جوانه‌زنی (budding) به پیوند (grafting) برای درختانی که در مزرعه تکثیر می‌شوند ترجیح داده می‌شود. اگر رشد به اندازه کافی قوی باشد، می‌توان پایه را در اواسط تا اواخر تابستان جوانه زد. درختان می‌توانند دارای جوانه‌های تکه‌ای یا جوانه‌های T باشند، اما جوانه‌های T محبوب‌تر هستند زیرا جوانه‌های T-bud را می‌توان روی پایه‌هایی با قطر کمتر استفاده کرد.

### تکنیک‌های کاشت
هنگامی که خاک به صورت مورد نیاز آماده شد، ردیف درختان و محل کاشت مشخص شده و سیستم آبیاری نصب می‌شود. خطوط کاشت درخت قبل از کاشت باید کاملاً عاری از علف‌های هرز باشد. کاشت نهال در فصل زمستان پس از رفع خطر یخبندان شدید انجام می‌شود. درختان جوان پسته بسیار مستعد آسیب هستند و باید در حین نشاء با احتیاط رفتار کرد. درختان نهالستان معمولاً در گلدان رشد داده می‌شوند. گلدان‌ها با دقت برداشته می‌شوند تا از اختلال در ریشه جلوگیری شود و درخت به اندازه کافی در سوراخ کاشت قرار می‌گیرد تا امکان نشستن درخت در خاک نرم فراهم شود. درخت به خوبی آبیاری می‌شود و نوک درخت به ارتفاع کمی بیش از نیم متر دوباره هرس می‌شود. سپس تنه بین دوپایه محکم می‌شود تا از آسیب باد جلوگیری شود.

### مدیریت درختان جوان

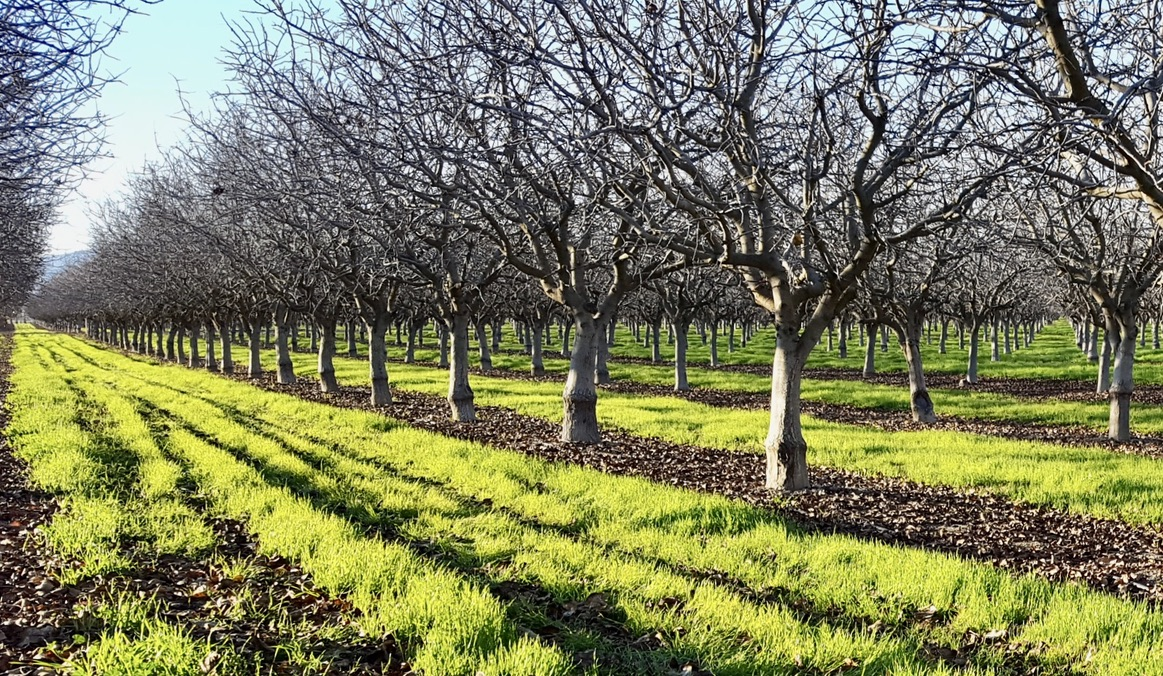
درختان پسته رقم کرمان در دوران خواب زمستانی در کالیفرنیا.

درختانی که در محل به آنها جوانه زده می‌شود، به چوب بسته می‌شوند تا رشد آنها به صورت صاف باشد. هرس پسته کاملاً خاص است و تکنیک‌های توصیه شده باید از آخرین اطلاعات صنعت تهیه شود. با این حال، به‌طور کلی، درختان به شکل گلدان باز با شاخه‌های اصلی قوی که بار محصول سنگینی را حمل می‌کند و فضای کافی برای قرار دادن تجهیزات برداشت را فراهم می‌کند، شکل‌دهی می‌شوند. تمام هرس‌ها در هوای خشک انجام می‌شود تا خطر ابتلا به بیماری کاهش یابد. برخی از باغ‌داران شاخ و برگ کم را برای رشد در چند فصل اول رها می‌کنند زیرا معتقدند شاخ و برگ اضافی باعث تقویت سیستم ریشه‌ای خوب می‌شود. هرسی که در زمستان انجام می‌شود باعث رشد بیشتر از هرس تابستانی می‌شود که تمایل به رشد درختان کوتوله دارد. باید مراقب بود که وزن رشد شاخه برای تنه جوان خیلی زیاد نباشد. درختان جوان با ۲ تا ۳ شاخه با فاصله مناسب از هر شاخه اصلی و ۲ تا ۳ شاخه با فاصله مناسب از هر شاخه ثانویه شکل‌دهی می‌شوند. در صورت لزوم می‌توان آنها را برای پشتیبانی بیشتر به یکدیگر متصل کرد. اگر جوانه یا پیوند جدید روی نهال‌های پایه جوان موفقیت‌آمیز نباشد، می‌توان نهال‌ها را در زمستان به عقب برگرداند تا رشد جدید برای جوانه زدن مجدد افزایش یابد. نهال‌هایی که ضعیف رشد کرده‌اند باید جایگزین شوند. برای رشد بهتر، درختان جوان نیاز به آبیاری مکرر و کود دهی در طول فصل رشد دارند.

### مدیریت درختان بارور

#### آبیاری

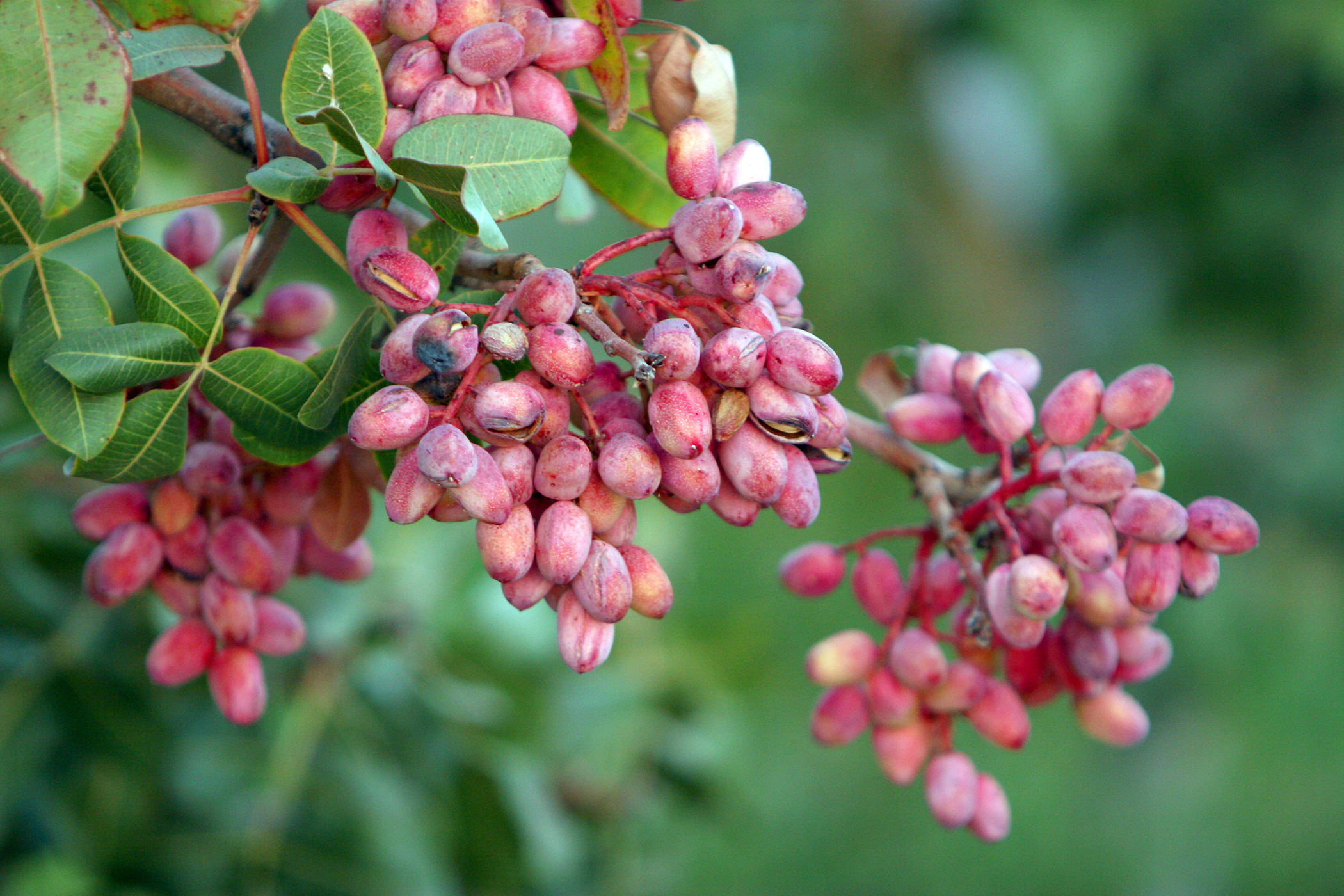
پسته، مزارع پسته تربت حیدریه، خراسان رضوی، ایران

با اینکه درختان پسته نسبت به سایر درختان آجیل به آب کمتری نیاز دارند و می‌توانند در دوره‌های خشکسالی زنده بمانند، انجام آبیاری برای تولید پسته به صورت تجاری ضروری است. برای تعیین دفعات و مدت زمان برنامه آبیاری باید از دستگاه‌های پایش رطوبت خاک استفاده شود. درختان پسته نسبت به سایر درختان خشکبار نسبت به شرایط شور تحمل بیشتری دارند. آزمایش‌های پایه در کالیفرنیا نشان داده‌اند که درختان روی پایه‌های منتخب مانند پایونیر گلد ۱، هنگام آبیاری با آب ۸ دسی‌زیمنس بر متر، افت عملکرد و تولید محصول نشان ندادند، اما سطوح شوری ۱۲ دسی‌زیمنس بر متر، منجر به کاهش عملکرد شد. شاخ و برگ درختان نباید با آب شور تماس پیدا کنند. برای داشتن بهترین کیفیت آجیل، بهترین عملکرد و سلامت درخت، درختان هرگز نباید در طول فصل رشد تحت تنش رطوبتی قرار گیرند. این امر به ویژه در هنگام پر کردن آجیل در اواخر تابستان بسیار مهم است زیرا رطوبت ناکافی خاک در این مرحله می‌تواند باعث ایجاد درصد بالایی از عدم شکافتن‌ها شود (پسته در بسته).

### کوددهی
هر از گاهی انجام تجزیه و تحلیل خاک از ناحیه ریشه و تجزیه برگ مفید است. این کار تضمین می‌کند که تشخیص صحیح نیازهای تغذیه‌ای انجام می‌شود و از مشکلات پنهان جلوگیری می‌کند. نمونه‌های برگ برای تجزیه و تحلیل از برگچه‌های کاملاً منبسط شده از چوب‌های غیرمثمر در اواسط تابستان گرفته می‌شود.
همانند دیگر درختان آجیل، تعداد دفعات مصرف و مقدار کود مورد نیاز بسته به نوع خاک و سن درخت بستگی دارد. مقادیر کمتری از کود در خاک‌های شنی نسبت به خاک‌های لومی استفاده می‌شود. نیتروژن و پتاسیم مهم‌ترین مواد مغذی مورد نیاز در فصل بهار و تابستان هستند. فسفر معمولاً سالانه و روی برگی در بهار زمانی که کمبود آن با تجزیه برگی مشخص می‌شود استفاده می‌شود. به دلیل اینکه درختان پسته نیاز خاصی به بور در فرایند گرده‌افشانی دارند، ممکن است بور به صورت محلول پاشی در هنگام جوانه زدن مورد نیاز باشد. کمبود بور با افزایش پسته دربسته مرتبط است.

## تولیدکنندگان پسته در جهان
| ایالات متحده آمریکا | ۴۷۴٬۰۰۴   |
| ترکیه | ۲۹۶٬۳۷۶   |
| ایران | ۱۹۰٬۰۰۰   |
| چین | ۸۰٬۲۲۷    |
| سوریه | ۶۹٬۴۰۳    |
| در کل دنیا | ۱٬۱۲۵٬۳۰۵ |
| No symbol = official figure, P = official figure, F = FAOSTAT ۲۰۰۷، * = Unofficial/Semi-official/mirror data, C = Calculated figure A = Aggregate (may include official, semi-official or estimates); Source: Food And Agricultural Organization of United Nations: Economic And Social Department: The Statistical Division |           |

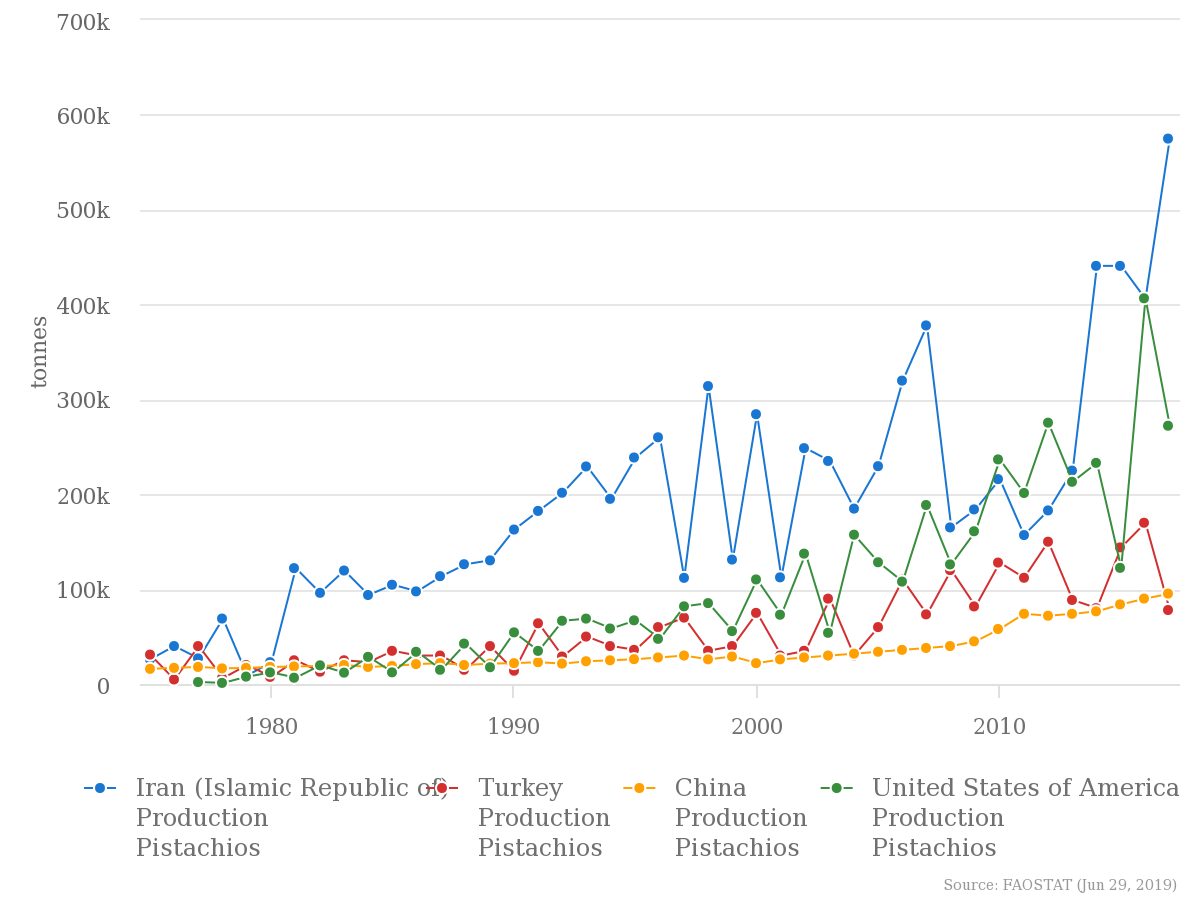
مقایسه میزان تولید پسته در ایران با سایر تولیدکنندگان اصلی این محصول

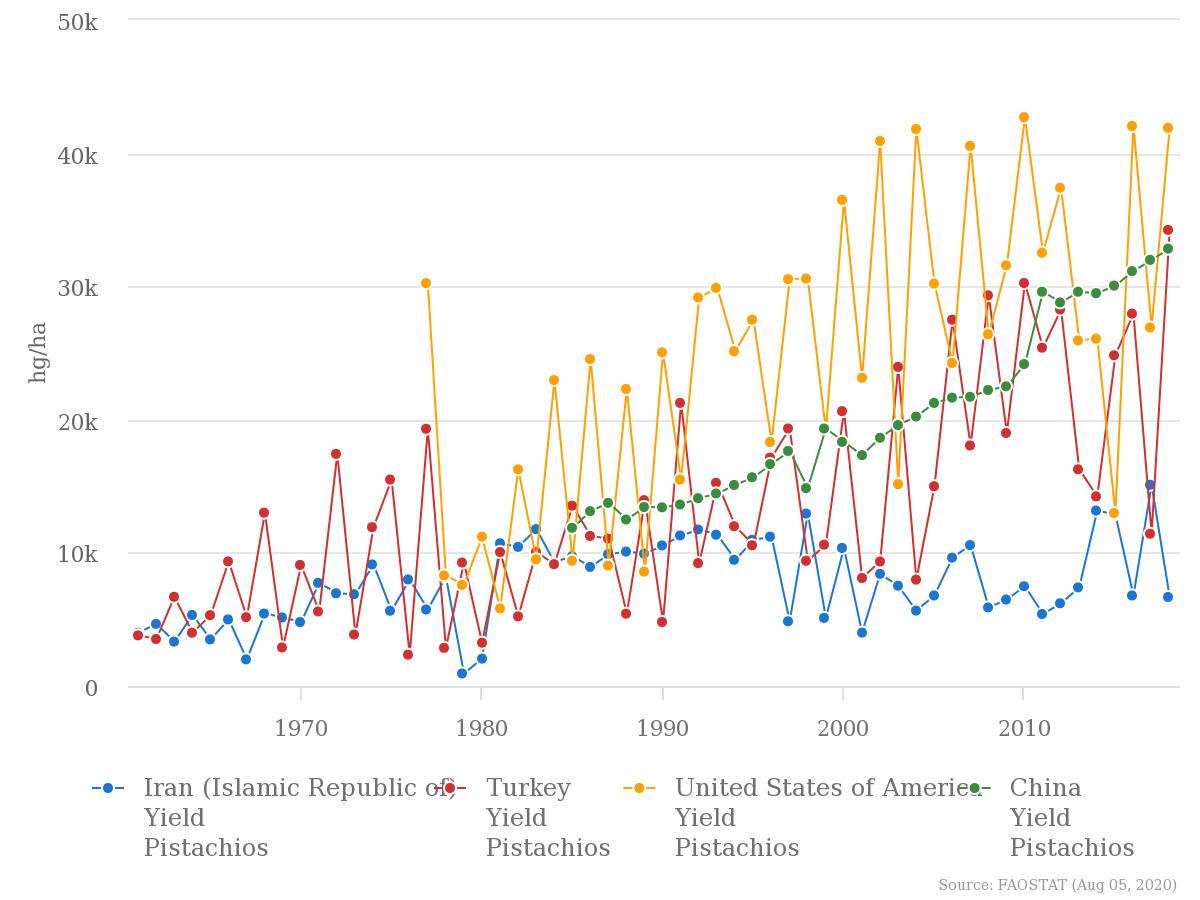
مقایسه بهره‌دهی باغات پسته در کشورهای اصلی تولیدکننده. اعداد بر حسب هکتوگرم (۱۰۰ گرم) بر هکتار هستند. مقایسه آن با نمودار تولید سالیانه پسته نشان می‌دهد اگرچه ایران بزرگ‌ترین تولیدکننده پسته جهان است، اما میزان باردهی درختان مزارع خیلی کمتر از رقبا بوده و سطح زیرکشت درختان پسته بسیار زیاد است.

ایران و ایالات متحده آمریکا، دو کشور اصلی در زمینهٔ تولید و صادرات پسته در جهان به‌شمار می‌روند. به‌طوری‌که حدود هفتاد تا هشتاد درصد تولید سالانه پسته در اختیار این دو کشور بوده است.
در سال ۱۹۲۹ دانشمند گیاه‌شناسی آمریکایی ویلیام ای. وایتهوس برای جمع‌آوری بذرهای مناسب پسته به ایران مسافرت کرد. او پس از سه سال با یک کیسه تقریباً ۱۰ کیلویی از بذرهای به دقت انتخاب شده به آمریکا بازگشت. از آنجایی که درخت پسته ۷ الی ۱۰ سال طول می‌کشد تا کاملاً رشد کند وایتهوس نتایج تحقیق خود را چندین سال بعد متوجه شد. از بین تمام بذرهایی که وایتهوس انتخاب کرده بود تنها یک مورد قابل استفاده در خاک کالیفرنیا بود که او آن را «کرمان» نامید. بعدها دانشمندان این پسته کرمان را با پیوند زدن به پایه‌های قوی تر تقویت کردند.
نتایج تحقیقی که در سال ۲۰۲۰ منتشر شده است نشان می‌دهد، تقریباً نیمی از پسته توزیع شده در جهان در سال ۲۰۱۹ توسط ایالات متحده آمریکا تأمین شده است که دلیل آن افت تولید پسته در ایران به میزان ۷٪ بوده است. دلایل این کاهش تولید تحریم‌های تجاری ایالات متحده آمریکا علیه ایران، تغییرات آب و هوایی، و ضعف در مدیریت اقتصادی و آبیاری بوده است.
شرکت‌هایی که هم‌اکنون در حال فعالیت گسترده در این زمینه هستند در آینده یک رقیب جدی برای شرکت‌های پستهٔ ایران خواهند بود. اسرائیل بیشترین مصرف سرانه پسته را به خود اختصاص داده است.

### تولید پسته در جهان
در فاصلهٔ سال‌های ۲۰۰۹ تا ۲۰۱۴ میلادی، ایران، ایالات متحده آمریکا، ترکیه، سوریه و اتحادیه اروپا، پنج تولیدکننده اصلی پسته در جهان بوده‌اند.

### صادرات پسته در جهان
در سال ۲۰۱۴ میلادی، ایران با صادر کردن بیش از ۱۹۱ هزار تن پسته بزرگ‌ترین صادرکننده این محصول در دنیا شناخته شد. ایالات متحدهٔ آمریکا نیز با صادر کردن حدود ۱۳۸ هزار تن پسته، به عنوان دومین صادرکنندهٔ پسته در جهان، در سال ۲۰۱۴ میلادی شناخته شد. سومین صادرکنندهٔ پسته در جهان ترکیه بود. ترکیه در سال ۲۰۱۴ توانست حدود ۳ هزار تن پسته را صادر نماید و به لحاظ صادرات پسته در مقام سوم جهان قرار گرفت.
صادرات پستهٔ ایران در سال ۱۳۸۹ معادل ۱۵۰ هزار تن بوده است. یکی از برتری‌های ایران در صادرات پسته موقعیت جغرافیایی این کشور است. با امکان آسان حمل و نقل، ایران راحتی می‌تواند بازار را از در کشورهایی مانند چین از آن خود کند.
آمریکا به منظور جلوگیری از ورود پستهٔ ایران به بازارهای خود، تعرفه ۲۴۱ درصدی بر پسته ایرانی مقرر کرده است.

## پسته در ایران

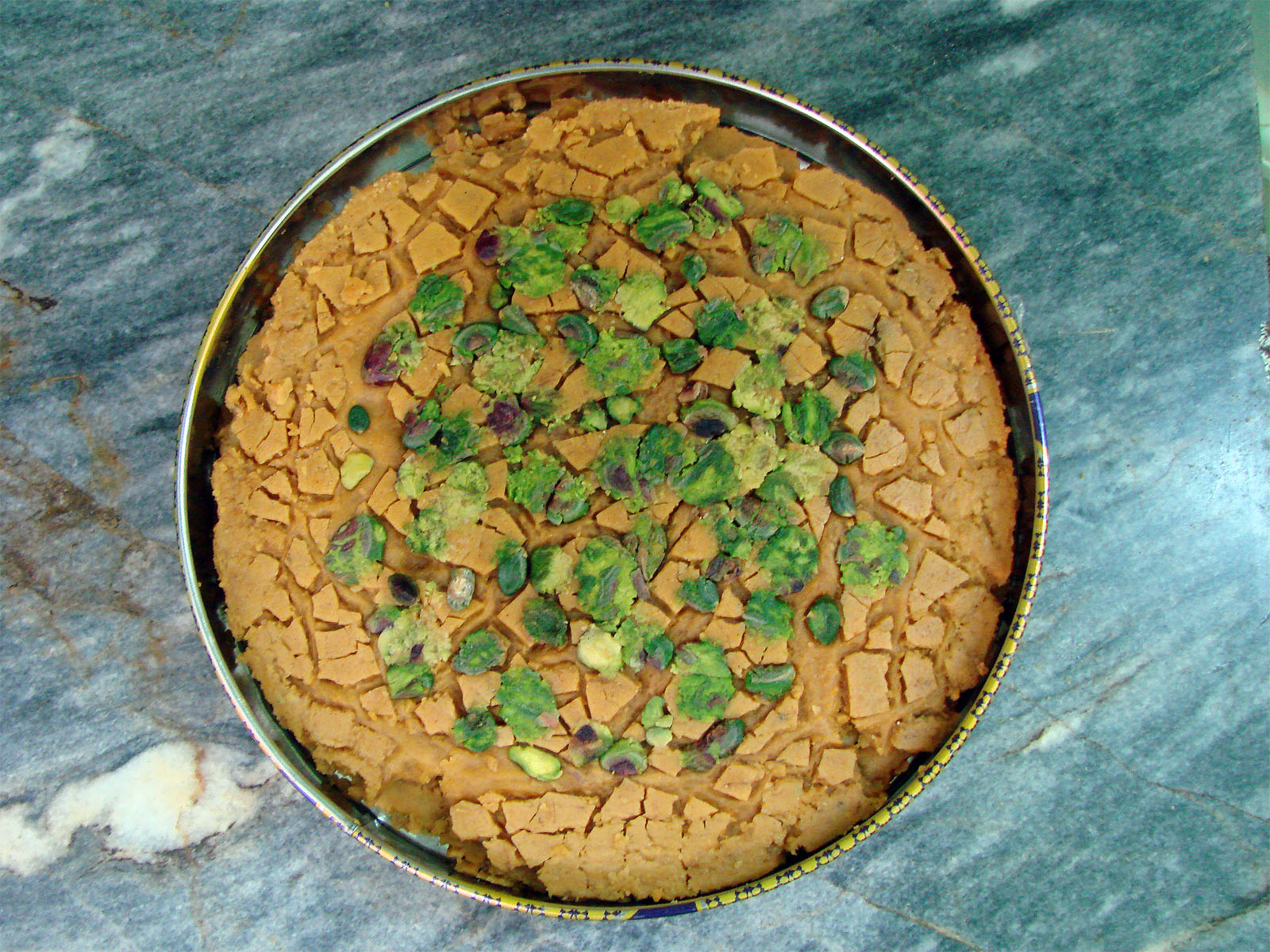
پستهٔ کوبیده شده بر روی سوهان از مواد اصلی تشکیل دهندهٔ سوهان.

میزان تولید پسته در ایران سالانه حدود ۵۷۵ هزار تن است و تنها ۱۰ درصد از این محصول مصرف داخلی دارد و ۹۰ درصد دیگر صادراتی است. مصرف سالیانهٔ پسته برای هر خانوادهٔ ایرانی حدود ۲ کیلوگرم است. تولید و صادرات پسته ایرانی، سالانه در حدود ۱٫۴ تا ۱٫۷ میلیارد دلار برای ایران، درآمدزایی می‌کند. شهرستان رفسنجان، شهرستان زرند، شهرستان سیرجان، شهرستان انار، شهرستان بردسکن، شهرستان مه ولات، شهرستان خلیل‌آباد، شهرستان دامغان، شهرستان کاشمر، شهرستان سبزوار، شهرستان بوئین زهرا، شهرستان ابرکوه، شهرستان بافق و شهرستان بهاباد مراکز اصلی تولید پسته در ایران به‌شمار می‌آیند و ۸۰ درصد پسته تولیدشده در ایران، از این مناطق به‌دست می‌آید.
با این‌که پستهٔ ایران و آمریکا از یک نژاد هستند اما پستهٔ ایرانی طعم بهتری دارد. چیزی که بسیاری از توزیع کنندگان عمدهٔ اروپایی هم آن را تأیید می‌کنند. (بذر و نهال اولین پسته‌های کاشته شده در آمریکا از انواع پسته‌های ایرانی بوده است که به خاطر تغییر خاک و آب و هوا طعم آن تغییر کرده است) مثلاً پسته ترکیه از نژاد دیگری است.

### مشکلات
درحالی‌که در میانهٔ دههٔ ۸۰ خورشیدی، تولید پستهٔ ایران بیش از ۲۵۰ هزارتن بوده، این میزان در ابتدای دههٔ ۹۰ خورشیدی، به ۱۵۰ هزار تن کاهش یافته است. خشکسالی‌های پی‌درپی (بزرگ‌ترین مشکل کنونی در تولید پسته) و عدم برنامه‌ریزی برای تأمین آب مورد نیاز باغ‌های پسته و نیز قوانین و مقررات دست و پاگیر صادراتی باعث شده که میزان صادرات پسته ایران، افت چشمگیری را در سال‌های اخیر تجربه کند و در همین زمان، با افزایش تولید پسته در ایالت کالیفرنیای آمریکا، این کشور در حال تبدیل شدن به اولین صادرکننده این محصول در سطح جهان شده است.

### آفت‌های مهم پسته در ایران
مهم‌ترین آفت درخت پسته پسیل یا شیره خشک است، حشره ای بسیار ریز و نارنجی رنگ که به سرعت زیاد تکثیر می‌شود علاوه بر تغذیه از شیره درخت به وسیله مکیدن برگهای آن باعث پوشاندن سطح برگ و عدم رسیدن نور کافی به درخت می‌شود و باعث ریزش و خسارت به محصول می‌شود. از دیگر آفات پسته سن یا سنک یا پنچرک است حشره ای در رنگهای مختلف که با خرطوم نوک تیز خود از پسته کال تغذیه می‌کند.
آفلاتوکسین زهرابه ای است که به‌وسیله گروهی از قارچ‌ها بنام آسپرژیلوس که جزء کپکها هستند ترشح می‌شود. این قارچ پس از تغذیه از مواد غذایی، گونه‌ای از زهرابه را تولید کرده و آن را داخل یا روی مواد غذایی برجای می‌گذارد. آفلاتوکسین به انسان و دام ضرر فراوان می‌رساند. سم مذکور در صورت مصرف مزمن موجب سرطان می‌شود.
از دیگر آفات پسته می‌توان به شب‌پره هندی، شب‌پره خرنوب، لمبه گندمی و شیشه‌های دندانه‌دار اشاره کرد.

### مشکلات رقابتی
آمریکا پسته را به‌صورت مکانیزه تولید می‌کند و همین امر موجب شده که محصول این کشور در هر هکتار ۳ تن و سه برابر محصول تولیدی ایران در هر هکتار باشد.
در سال ۱۳۹۳ صادرات پستهٔ ایران به کشورهای اروپایی از ۹۰ هزار تن در سال به ۱۰ هزار تن کاهش یافته بود.
یکی دیگر از مشکلات صادرکنندگان استفاده بی‌رویه سم در باغ‌های پسته است که سهم اندک پستهٔ ایران در بازارهای اروپایی را با خطر مواجه می‌کند. اتحادیه اروپا در این مورد قوانین سخت‌گیرانه‌ای دارد و اگر این بازار از دست برود پستهٔ آمریکا در زمان کوتاهی بازار ایران در اروپا را تصاحب می‌کند.

### درخت پسته
پسته گیاهی است که از دیرباز در نقاط مختلف ایران کشت می‌شده است و جنگل‌های وحشی پسته در ناحیه شمال شرق ایران به ویژه مرز افغانستان و ترکمنستان وجود دارد و گمان می‌رود که درخت پسته حدود ۴–۳ هزار سال قبل در ایران اهلی شده و مورد کشت و کار قرار گرفته است. درخت پسته عمر بسیار طولانی دارد و می‌تواند تا ۳۰۰ سال عمر کند. درختان پستهٔ کاشته شده، از حدود سال هفتم تا دهم پس از کاشت به محصول دهی قابل توجه و در سال بیستم به بالاترین میزان محصول دهی می‌رسند. این درخت برگ ریز است و می‌تواند تا ۱۰ متر رشد کند و به‌طور میانگین ۵۰کیلوگرم محصول در یک دورهٔ دو ساله تولید کند. پسته گیاهی بیابانی و مقاوم است و می‌تواند خاک‌های با شوری بالا و دماهای بین -۱۰ درجه در زمستان و +۴۸ درجه سانتی گراد در تابستان را تحمل کند. این درخت برای محصول دهی نیاز به تابستان‌های گرم و خشک و خاک با زهکشی بالا دارد و در مناطق مرطوب یا سردسیر محصول دهی و رشد خوبی ندارد.

## انواع پسته
به‌طور کلی انواع پسته به دو گروه گرد و دراز تقسیم‌بندی شده‌اند؛ که به نام‌های کله قوچی، فندقی و اکبری… ولی به‌طور سنتی در ایران حدود ۹۰ گونه از پسته شناخته شده است؛ که تعدادی از آن‌ها به صورت گسترده و تجاری و برخی به صورت پراکنده و محدود کشت می‌شوند.
مهم‌ترین ارقام تجاری پسته ایران عبارتند از :پسته اکبری، پسته خنجری، پسته کله قوچی، پسته احمدآقایی، پسته فندقی یا اوحدی.

### رقم اکبری
پسته اکبری یکی از ارقام تجاری پسته ایران است که در مقایسه با سایر رقم‌ها دارای ارزش اقتصادی بیشتری است. این رقم در اواخر دهه سی شمسی توسط حاج اکبر بسنجیده، در روستای عباس‌آباد امین، از توابع بخش کشکوئیه شهرستان رفسنجان، شناسایی و تکثیر شد. رقم مذکور دارای میوه‌ای بادامی شکل، کشیده و درشت است.
مشخصات پسته اکبری اینگونه است که، پسته اکبری بلندترین نوع پسته در ایران است و به عنوان گران‌ترین نوع پسته نیز شناخته می‌شود. یکی از مشخصه‌های آن این است که عرض سر و انتهای آن تقریباً یکسان است. این نوع پسته دارای بالاترین مغز میان انواع پسته‌های ایرانی است و زیر نور آفتاب خشک می‌شود. همچنین، باز کردن پسته اکبری نیز بسیار آسان است.

### رقم خنجری
پسته خنجری دامغان همان‌طور که از اسمش پیداست مانند یک خنجر دارای قوسی کشیده در یک طرف آن. این پسته از لحاظ ظاهری همانند پستهٔ بادامی و پسته احمدآقایی است چونکه پسته بادامی و پسته احمدآقایی نیز هر دو کشیده‌اند که ممکن است شما را در تشخیص آن کمی دچار اشتباه کند.

### رقم فندقی (اوحدی)
پسته اوحدی، یکی از متداول‌ترین ارقام تجاری پسته ایران می‌باشد که بین سال‌های ۱۳۲۰ تا ۱۳۳۰ در روستای فتح‌آباد رفسنجان توسط مهدی اوحدی شناسایی و انتخاب گردید. رقمی است بسیار معروف و سازگار برای اکثر مناطق پسته‌کاری که در طول ۵۰ سال گذشته گسترش فراوانی پیدا کرده است.
حدود ۷۰–۶۰ درصد پسته‌کاری‌های رفسنجان را این رقم به خود اختصاص داده است. این رقم دارای میوه‌ها فندقی شکل و کروی می‌باشد.بیشترین حجم صادرات پسته ایران متعلق به رقم فندقی می‌باشد.

## خواص پسته

### فواید مصرف پسته
به نظر می‌رسد مصرف پسته می‌تواند فشار خون سیستولیک و دیاستولیک را در افرادی که دیابت ندارند، تا حدودی کاهش دهد. با اینکه پسته حاوی مقدار زیادی کالری است، اما مصرف آن در مقدارهای معمولی باعث افزایش وزن یا چاقی نمی‌شود.
شواهد علمی نشان می‌دهد که مواد مغذی پسته می‌تواند تأثیرات مثبتی روی سلامتی داشته باشند. مغز پسته به علت داشتن آهن خون ساز است و توصیه می‌شود افرادی که مبتلا به کم خونی هستند باید روزانه مقداری پسته بخورند.

#### کمک به سلامت قلب
مطالعه‌ای که در مجله تغذیه بالینی آمریکا (American Journal of Clinical Nutrition) منتشر شده است، پسته را به‌عنوان ماده غذایی کاهنده کلسترول تأیید می‌کند. پژوهشگران این مرکز، ۲۸ بزرگ‌سال که سطح کلسترول بد (LDL) آن‌ها، بالاتر از حد مجاز بود و بیماری دیگری در آن‌ها گزارش نشده بود را مورد بررسی قرار دادند. رژیم‌های مورد آزمایش شامل یک رژیم غذایی کم‌چربی بدون پسته، یک رژیم غذایی سالم با یک وعده پسته و یک رژیم سالم با دو وعده پسته بود. نتیجه رضایت‌بخش بود. سطح LDL افرادی که پسته خورده بودند کاهش‌یافته بود.

#### کمک به سلامت چشم
لوتئین و زیگزانتین تنها کاروتنوئیدهای موجود در شبکیه و عدسی چشم هستند. نتایج مطالعات اپیدمیولوژیک (همه‌گیرشناسی) نشان می‌دهند، رژیم‌های غذایی سرشار از لوتئین و زیگزانتین می‌توانند به کاهش ابتلا به بیماری و آب‌مروارید کمک کنند. ماکولا بیماری شبکیه چشم است که با بالا رفتن سن بروز می‌کند. در این بیماری لکه زرد داخل چشم از بین می‌رود. کاروتنوئیدها با چربی موجود در وعده غذایی بهتر جذب می‌شوند. به همین دلیل پسته که حاوی چربی خوب است، جذب لوتئین و زیگزانتین خودش را برای بدن آسان‌تر می‌کند.

#### کمک به کنترل وزن
مصرف پسته به‌عنوان میان‌وعده می‌تواند به کاهش وزن و همین‌طور حفظ وزن مناسب کمک کند. همچنین به دلیل چربی‌های خوب، فیبر و پروتئین می‌تواند کمک کند تا گرسنگی بین وعده‌های غذایی را از بین برود. اسنک حاوی پسته می‌تواند به خاطر احساس سیری که ایجاد می‌کند کمک کند تا وعده بعدی غذا را شروع نکنید.
تحقیقی از دانشکده پزشکی UCLA نشان داد افرادی که پسته را جایگزین اسنک‌های مضر کردند (درحالی‌که پسته ۲۰ درصد کالری کل آن‌ها را به مدت سه هفته تشکیل می‌داد) هیچ اضافه‌وزنی نداشتند و درحالی‌که کلسترول HDL آن‌ها افزایش نشان می‌داد، کلسترول کل ایشان کاهش یافته بود.

#### کمک به بهبود عملکرد جنسی مردان
نشان داده‌شده که پسته تأثیر مثبتی روی توان جنسی مردان دارد. مطالعه‌ای توسط بخش دوم اورولوژی بیمارستان آموزشی و تحقیقاتی آتاتورک در ترکیه و در سال ۲۰۱۱ انجام شد. افرادی هرروز برای مدت سه هفته ۱۰۰ گرم از این آجیل را در وعده ناهار مصرف کردند؛ به‌نحوی‌که پسته ۲۰ درصد کالری روزانه آن‌ها را شامل می‌شد. همه این افراد مردان متأهلی که حداقل برای مدت ۱۲ ماه قبل از این مطالعه اختلال نعوظ (ED) داشته و در بازه سنی ۳۸ تا ۵۹ سال بودند. این مردان سبک زندگی مشابهی را فرا گرفتند. تنها تفاوت آن‌ها افزودن پسته به رژیم غذایی برخی از آنان بود.
این مردان بهبود قابل‌توجهی در اختلال نعوظ و سطح چربی خونشان داشتند. احتمالاً یکی از دلایلی که این آجیل به بهبود اختلال نعوظ کمک می‌کند میزان اسیدآمینه غیرضروری آرژنین بالایی دارد. ظاهراً این میزان اسیدآمینه غیرضروری آرژنین، انعطاف‌پذیری شریان‌های بدن را حفظ کرده و جریان خون را با بالا بردن اکسید نیتریک، ترکیبی که رگ‌های خونی انعطاف‌پذیر می‌کند، افزایش می‌دهد.

#### کمک به بهبود دیابت
مطالعه‌ای که در دانشگاه ایالتی پنسیلوانیا انجام شد و در سال ۲۰۱۵ منتشر گردید، اثر مصرف روزانه پسته روی نمودار نسبت لیپید به لیپوپروتئین، کنترل قند خون، التهاب بدن و گردش خون بزرگ‌سالان مبتلابه دیابت نوع ۲ را مورد بررسی قرار داد. شرکت‌کنندگان به دو دسته تقسیم شدند، یک گروه رژیم غذایی مناسب و بدون پسته و گروه دیگر از رژیم غذایی که پسته ۲۰ درصد کالری مصرفی آن را تشکیل می‌داد استفاده کردند.
به نظر نمی‌رسید پسته بر کنترل قند خون اثرگذار باشد، ولی تأثیر مثبتی روی نسبت‌های کلسترول خوب به بد، کلسترول و تری گلیسیریدها داشت. دیابت خطر ابتلا به بیماری قلبی و سکته مغزی را افزایش می‌دهد؛ بنابراین خوردن پسته به‌طور منظم به‌عنوان بخشی از یک رژیم غذایی سالم می‌تواند به دفع مسائل جدی قلب کمک کند. کاردیومتابولیک مجموعه‌ای از چند اختلال است که به چربی مرتبط‌اند و همراه باهم باعث افزایش ریسک ابتلا به بیماری‌های قلبی، عروقی و دیابت می‌شوند.

### مضرات مصرف پسته
میوهٔ درخت پسته، مانند دیگر گونه‌های خانواده پسته‌ایان (شامل پیچک سمی، سماق، انبه، و بادام هندی) حاوی ماده اوروشیول است، که می‌تواند باعث ایجاد خارش و واکنش‌های آلرژیک گردد.
مصرف مقادیر زیادی از پسته عوارضی چون چاقی، فشار خون، بیماری‌های روده، معده را به همراه دارد. همچنین مصرف روزانهٔ پستهٔ نمک‌زده احتمال ابتلا به فشار خون بالا را افزایش می‌دهد؛ زیرا نصف فنجان از پسته نمک زده باعث افزایش دریافت سدیم به میزان ۲۶۳ الی ۵۲۶ میلی‌گرم و منجر به افزایش فشارخون می‌شود.

## روش نگهداری
بهترین روش برای نگهداری از آجیل مغز شده، نگهداری درون فریزر است تا از رشد قارچ آفلاتوکسین بر سطح دانه‌ها و مغزها پیشگیری کنید. مصرف این قارچ سرطان‌زاست. البته در مقدار زیاد با گذاشتن قرص در انبارها از فساد شدن جلوگیری می‌کند.

## خشک کردن پسته تازه
یکی از روش‌های معمول نگهداری پسته، خشک کردن آن است. برای این منظور به‌صورت زیر عمل می‌شود:
حداکثر تا ۲۴ ساعت پس از چیده شدن از درخت، پوست تازه جدا شود تا پسته دچار لکه نشود و احتمال رشد قارچ نیز در آن کاهش یابد. پسته‌ها در فضای باز و مقابل نور مستقیم آفتاب قرار گیرد تا کاملاً خندان شود. رطوبت پسته باید از بیست درصد به پنج درصد برسد که این فرایند معمولاً سه روز زمان می‌برد.
به صورت معمول با استفاده از دستگاه‌های فراوری پسته پوست پسته جدا و بعد شست و شو با آب انجام گرفته و بعد از رطوبت‌گیری از دانه‌های پسته، پسته‌ها را برای سه روز روی زمین مسطح کاملاً تمیز و عاری از خاک، مقابل آفتاب پهن کرده و ترجیحاً روزی چند بار با ابزاری مثل پارو هم می‌زنند تا دانه‌های پسته یکنواخت خشک شود و تغییر رنگ در کلیه سطوح هم یکسان اتفاق بیفتد.

## طبع پسته خشک
پسته خشک برخلاف تصور عموم دارای طبع گرم و خشک است البته طبع پسته در تمام نواحی آن یکسان نیست و در قسمت‌های درونی آن طبع گرمتری دارد و پوستهٔ قرمز آن معتدل تر می‌باشد. به دلیل طبع گرم پسته بهتر است ان را با خوراکی‌های ترش استفاده کنید.

## روش تکثیر پسته
روش متداول تکثیر پسته از طریق کاشت دانه و ایجاد نهال است و معمولاً پس از چند سال با سر برداری و پیوند زدن به گونه پسته دلخواه می‌رسند. روش دیگر تکثیر پسته روش تکثیر بافت است که بسیار محدود است.
به‌طور معمول در ایران از بذر بادامی زرندی جهت ازدیاد پایه‌های پسته استفاده می‌شود ویکی از دلایل آن مقاوت بالای آن به بیماری‌های قارچی است.